# 42 Dywizja Piechoty (Hiszpania)
42 Dywizja Piechoty” (hiszp. 42.ª División) – hiszpański związek taktyczny należący do Republikańskiej Armii Ludowej, uczestniczący w hiszpańskiej wojnie domowej.
42 Dywizja Piechoty (42 DP) sformowana została w 1937. Tworzyli ją głównie Hiszpanie.  W czasie wojny domowej w Hiszpanii uczestniczyła m.in. w bitwie nad Ebro, w czasie której zajmowała pozycje m.in. na pomocniczym przyczółku między Meguinenzą a Fayon. W czasie wspomnianej bitwy wchodziła w skład XV Korpusu Armijnego, i razem z 44 Dywizją Piechoty w dniach 8–13 listopada 1938 roku prowadziła walki odwrotowe. Żołnierze 42 DP naciskani przez wojska frankistowskie, przekroczyli granicę hiszpańsko-francuską, gdzie jednostak została rozwiązana a żołnierze internowani. 

## Dowództwo dywizji
Dowódcy:
- płk Víctor Lacalle Seminario
- mjr Marcelo Hernández Sáez
- płk Julio Michelena Lluch
- mjr Manuel Alvarez[4]
- mjr Antonio Ortiz Roldán

Komisarze polityczni:
- Pedro López Calle
- Fernandez Herrador[4]

Szef sztabu:
- Francisco Arnal Guasp
- płk Luis Menéndez Maseras
- kpt Miguel Condés Romero

## Struktura organizacyjna
Skład w czasie bitwy nad Ebro:
- 59 Brygada, dowódca: kpt Eduardo Garcia
- 226 Brygada, dowódca: mjr Antonio Ortiz Roldan
- 227 Brygada, dowódca: kpt. Tomás Guerrero Ortega